# Delosperma nubigenum

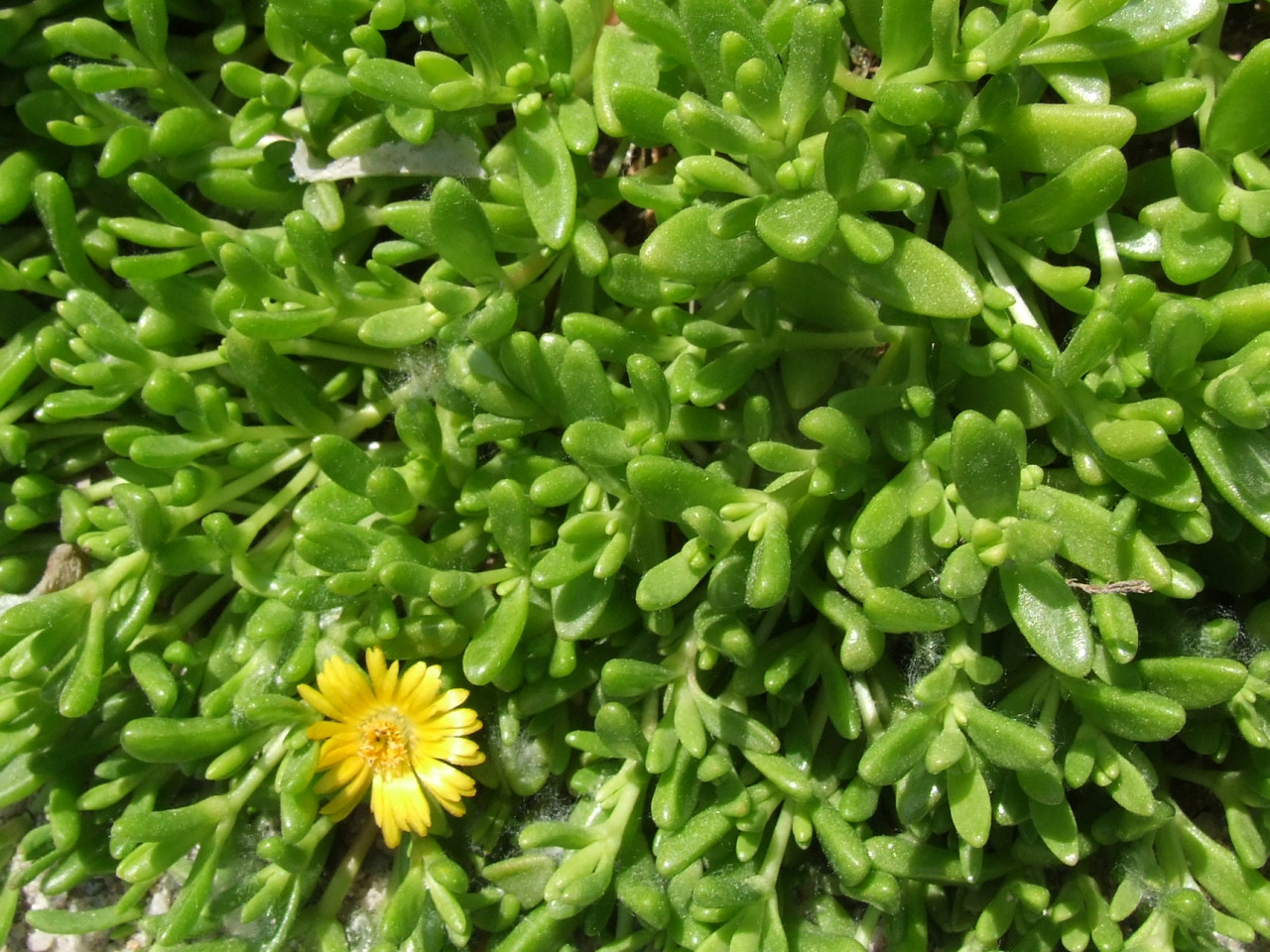

Delosperma nubigenum – gatunek rośliny należący do rodziny pryszczyrnicowatych (syn. przypołudnikowate). Pochodzi z południowej Afryki.

## Morfologia
PokrójTworzy bardzo niskie (zaledwie 3-5 cm wysokości) gęste i przylegające do podłoża kobierce. Jej płożące się pędy z łatwością ukorzeniają się.
LiścieEliptyczne, mięsiste i grube, gładkie, o długości ok. 1,5 cm. Są jasnozielone, zimą przebarwiają się na czerwono.
KwiatyZłocistożółte kwiaty promieniste o średnicy do 2 cm i licznych płatkach korony.

## Biologia
Wieczniezielona roślina, bylina, sukulent. Kwitnie obficie przez około 2 tygodnie w maju i czerwcu. W czasie złej pogody kwiaty zamykają się. W Polsce przeważnie nie wytwarza nasion.

## Zastosowanie i uprawa
- Zastosowanie. Nadaje się przede wszystkim do ogrodów skalnych. Dobrze prezentuje się też na murkach i schodkach tworząc zwisające dywany. Jest bardzo efektowną rośliną, jest jednak kłopotliwa w uprawie, ze względu na niewystarczającą mrozoodporność. Rośnie silniej od Delosperma cooperi, jest też bardziej od tego gatunku odporna na przemarzanie. Jeśli nawet częściowo przemarznie to z części nieprzemarzniętych pędów w lecie szybko utworzy nowy kobierzec.
- Wymagania. Podłoże powinno być luźne i dobrze przepuszczalne, żwirowo-kamieniste, o zasadowym odczynie i mało wilgotne. Wymaga stanowiska słonecznego. Na zimę konieczne jest solidne zabezpieczenie przed przemarznięciem np. przez przykrycie rośliny gałązkami iglaków i przysypanie grubą warstwą izolacyjną np. trotu. Ważne, aby podłoże było bardzo przepuszczalne i nie gromadziła się w nim przed zimą woda.
- Rozmnażanie. Można rozmnażać przez całe lato przez podział kępy lub przez sadzonki wierzchołkowe o długości około 5–10 cm. Ukorzeniają się łatwo, przez zimę można je przetrzymać na oknie w mieszkaniu.